# Pirazol
Pirazol se je ime klase organskih jedinjenja sa jednostavnim aromatičnim prstenom. Ova heterociklična serija je karakterisana sa strukturom prstena koja se sastoji od tri atoma ugljenika i dva atoma azota u susednim pozicijama. Zbog njihovih farmakoloških efekata na ljude, oni su klasifikovani kao alkaloidi, mada se oni retko javljaju u prirodi. Prvi prirodni pirazol, 1-pirazolil-alanin, je izolovan 1959. godine iz semena lubenica. Naziv pirazol se je dao ovoj klasi jedinjenja Ludvig Knor 1883.

## Reakcije
- Klasičnim metodom koji je razvio Hans von Pechmann 1898, pirazol se može sintetisati iz acetilena i diazometana.[2]
- Pirazoli se proizvode sintetički reakcijom α,β-nezasićenih aldehida sa hidrazinom i naknadnom dehidrogenacijom:

- Pirazoli reaguju sa kalijum-borohidridom da formiraju klasu liganda poznatih kao skorpionati.
- Strukturno slična jedinjenja